# دينونيكوس

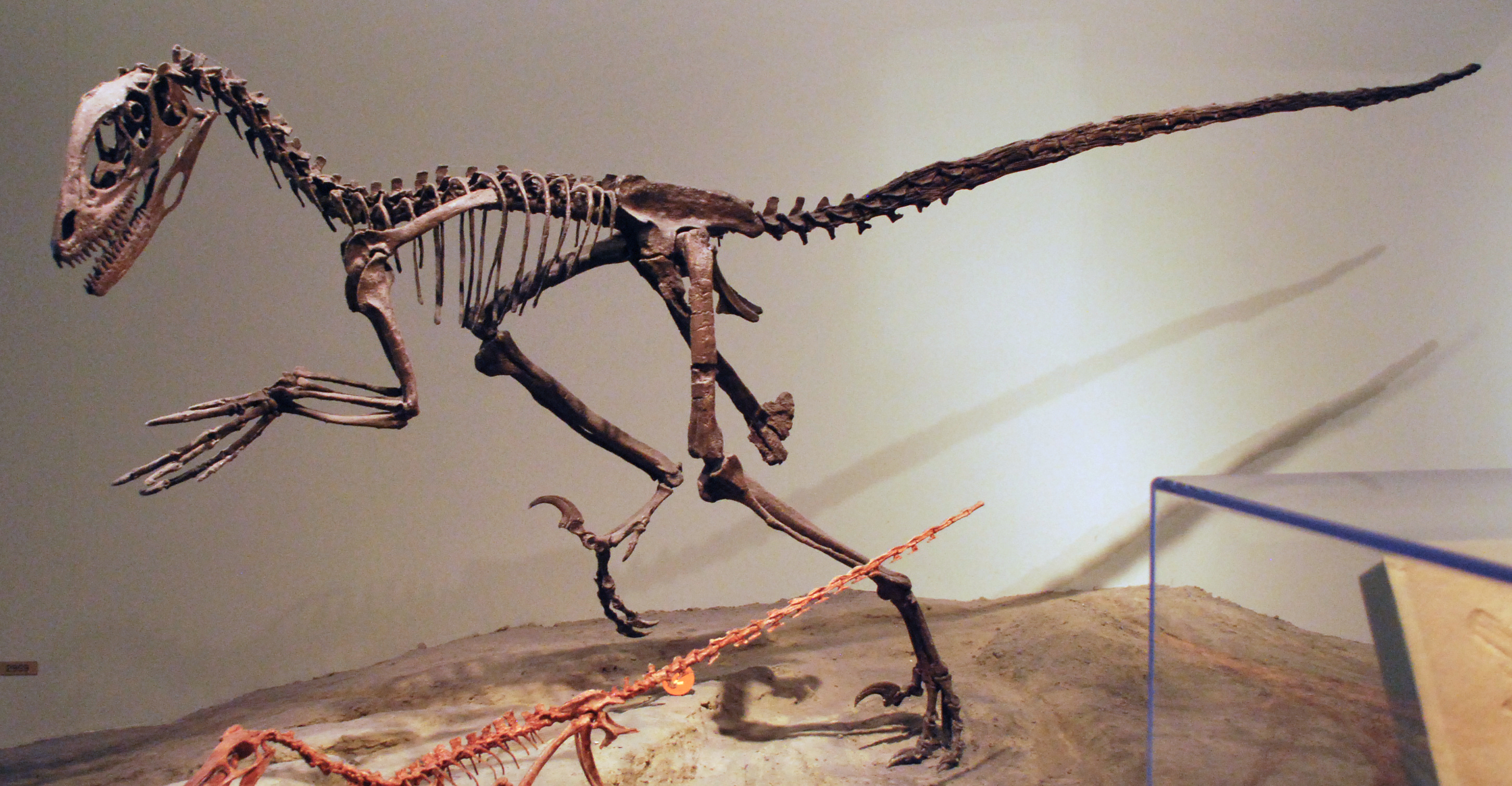

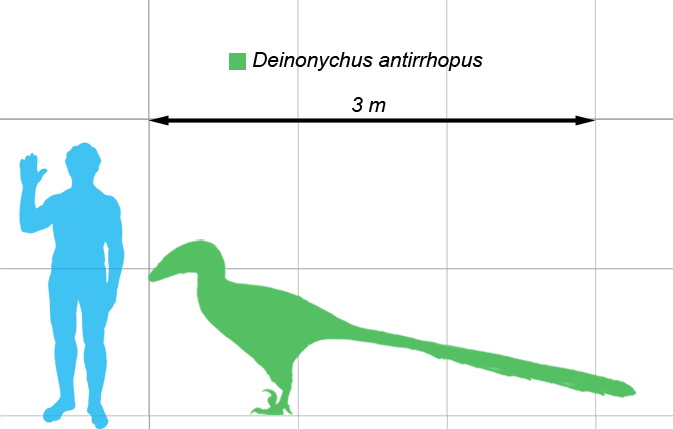
مقارنة حجم الداينونيكوس بالإنسان.

داينونيكوس (باللاتينية: Deinonychus) هو ديناصور وحشي من أَكَلة اللحوم، عاش في بداية العصر الطباشيري منذ حوالي 121 مليون سنة في شمال غرب الولايات المتحدة الأمريكية. يبلغ طول الداينونيكوس حوالي 3 أمتار، ويبلغ ارتفاعه 1.2 متر، ويزن حوالي 75 كيلوجرام. يتميز هذا الديناصور بأن له مخلب متعلق موجود في كلتا قدميه، وقد استخدم هذا المخلب لطعن وتمزيق لحوم ضحاياه من الديناصورات مثل التينونتوصور البسيتاكوصور.

## حفرياته
وجدت أحفورات ديناوصور الداينونيكوس في الولايات المتحدة الأمريكية في عدة أماكن في مونتانا ووايومينغ وأوكلاهوما في طبقات صخور تسمى طبقات كلوفيري وطبقات أنتلرس. كما وجدت أسنان - يعتقد أنها لهذه الفصيلة من الديناصور - في منطقة شرقية بعيدة في ماريلاند.

## اكتشافه

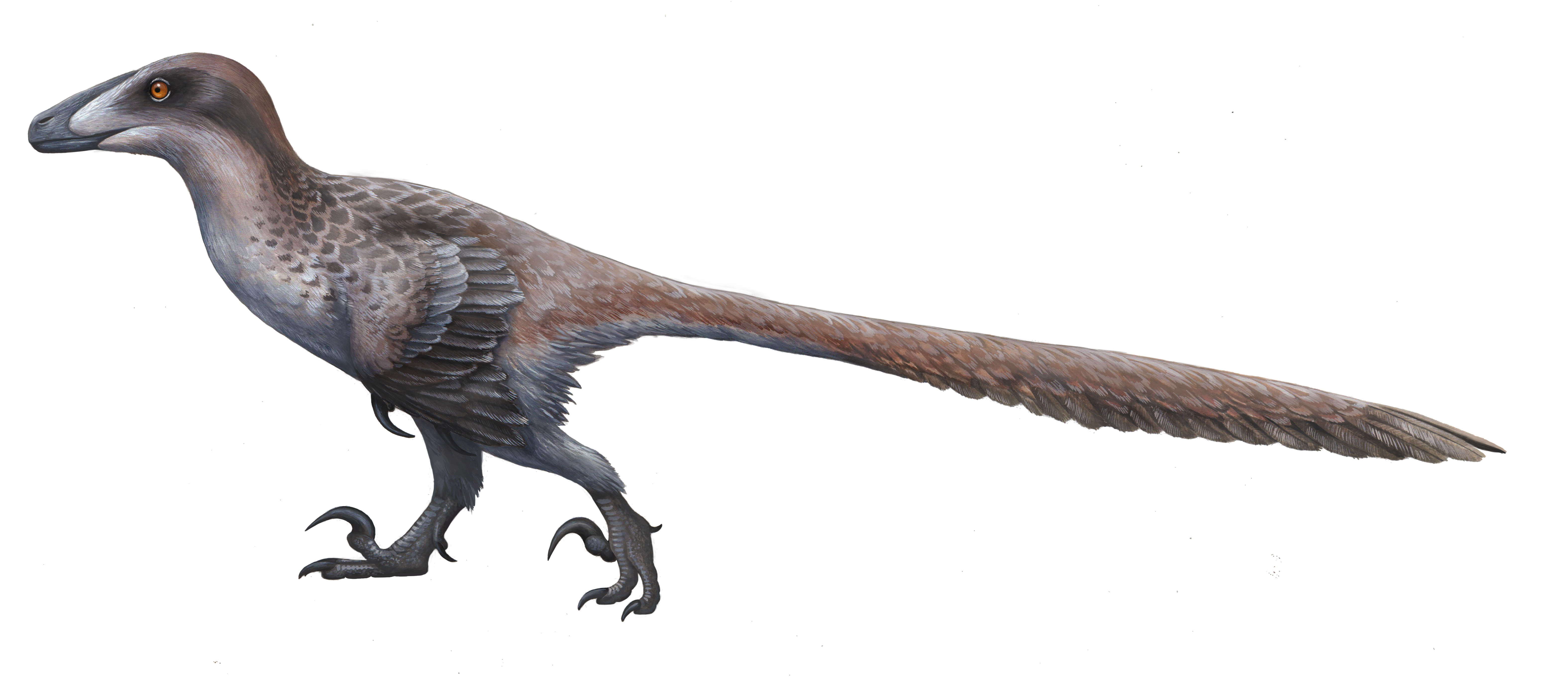
إعادة تشكيل الداينونيكس.

عثر على احفورات الدينونيكوس في الطبقات الأرضية «كلوفيرلي» في مونتانا ووايومينغ
.
وكذلك في طبقات من نفس العمر في أوكلاهوما.
 وقد عين تاريخ طبقات كلوفيرلي بأنها منذ 115 إلى 108 مليون سنة (أي العصر الكريتاسي المبكر.

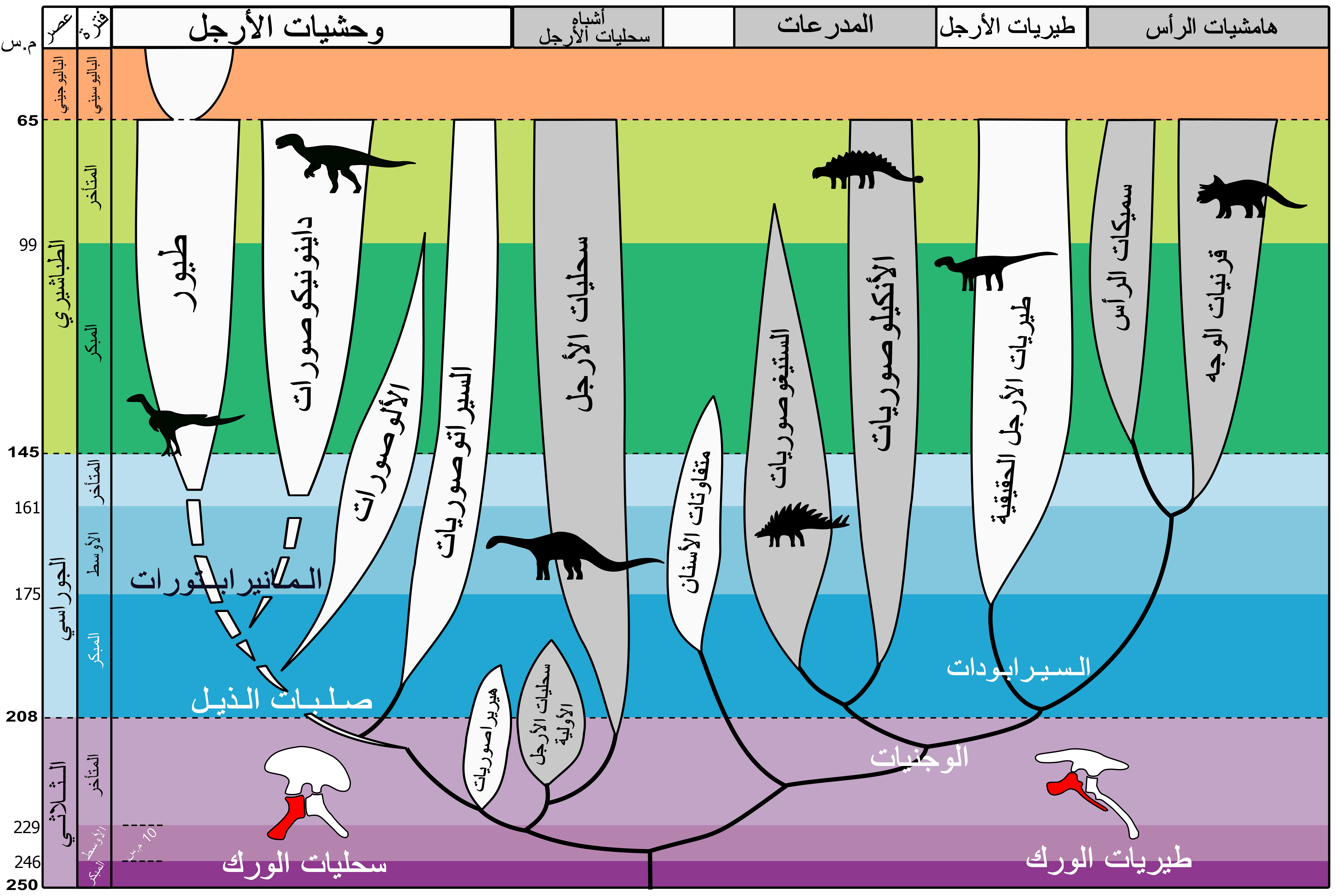
شجرة عرقية تُظهر تطور ونشوء الفروع المختلفة من الديناصورات. تعتبر الطيور متحدرة من من الثيروبوديات.

كما عثر على أسنان له في المنطقة الطفلية المسماة «أرونديل كلاي فيسيس» في ماريلاند، ومن المحتمل أنها تؤول إلى هذا الجنس من الديناصورات.

وكان العثور الأول على أحفوراته عام 1931 في جنوب مونتانا بالقرب من مدينة «بريدجر». وكان الباحث بارنوم براون رئيس بعثة للحفريات بغرض البحث عن أحفورات لديناصور آخر اسمه تينوتوصور لدراسته وإعادة هيكلته. وذكر في تقرير له إلى المتحف الأمريكي للتاريخ الطبيعي عن «أكتشافه لديناصور أخر صغير آكل للحوم وجده قريبا من مكان هيكل التينونتوصور، ولكنه مغطي بالجبس ويصعب إعادة هيكلته.»
 وقام «بارنوم براون» بتسمية الديناصور الجديد «دابتوصور» واستعد لتنظيفه وإعادة هيكلته بغرض دراسته وعرضه على العلماء والجمهور، ولكنه لم يستطع أن ينهى عمله هذا.
 واكتش براون أيضا بالقرب من هذا الهيكل في طبقات كلوفيرلي هيكل لديناصور أصغر من فصيلة ثيروبودا ذو أسنان غير عادية كبيرة، فأسماه مبدئيا ميجادونتوصور. وكما تحقق للباحث «جون أوستروم» بعد ذلك بعشرات السنين أن تلك الأسنان هي لداينونيكوس، ولكن الهيكل كان لحيوان آخر فأسماه «ميكروفيناتور».
وفي أغسطس عام 1964 اكتشفت بعثة من الباحثين كانت مصاحبة لجون أوستروم - وكانت البعثة من متحف بيابودي للتاريخ الطبيعي - عدة أحفورات لهيكل. وقامت بعثات بعد ذلك للبحق في هذا المكان واستطاعت تجميع نحو 1000 من العظام المتحجرة تنتمي إلى ثلاثة هياكل على الأقل لديناصورات صغيرة مفترسة آكلة للحوم. وكانت العظام متناثرة بحث يصعب تمييزها لهياكل مختلفة. لذلك الهيكل الذي استطاع إعادة تشكيله الباحثون وهو تحت رقم YPM 5205 بمتحف بيابودي للتاريخ الطبيعي كان «لداينونيكس» ويتكون بالفعل من قدم يسارية كاملة للحيوان وأجزاء من القدم اليمنى وهما بكل تأكيد من نفس الحيوان ذاته.
 وسجلت باقي الأحفورات الباقية تحت 50 مجموعة في متحف بيابودي للتاريخ الطبيعي التابع لجامعة ييل.
وقام جون أوستروم مع زميله «إي ماير» بتحليل المجودات وكذلك بالمقارنة للدابتوصور تبع بارنوم براون وتبلن لهما أن تلك الاحفورات هي لنفس النوع من الديناصورات. وقام جون أوسترون بنشر بحثه عام 1969 ووصف أن جميع الأحفورات تنتمي إلى «داينونيكس أنتيرهوبوس». وتعني كلمة داينونيكس «المخلب المرعب» وهو يشير إلى كبر هذا المخلب الغير عادي للإصبع الثاني، ويشبه الهلال. وتعني الكلمة الثانية لهذا النوع «أنتيرهوبوس» «الثقل المضاد» باعتبار أن ثقل ذيل الحيوان كان يعادل ثقل الرأس والعنق.
ورغما عن وجود عدد كبير من العظام المتحجرة عام 1969 لدي الباحثين في جامعة ييل فكانت تنقصها أجزاء رئيسة للهياكل وصعب فهمها وتفسيرها. من ضمنها أجزاء من عظام الجمجمة خلف العينين ولم تكن من ضمنها عظام للأفخاذ أو عظمة العجز ولكن وجدت من ضمنها عدة فقرات. فكان الهيكل الأول الذي حاول أوسبورن إعادة تشكيله في شكل غريب.

## اكتشافات تالية

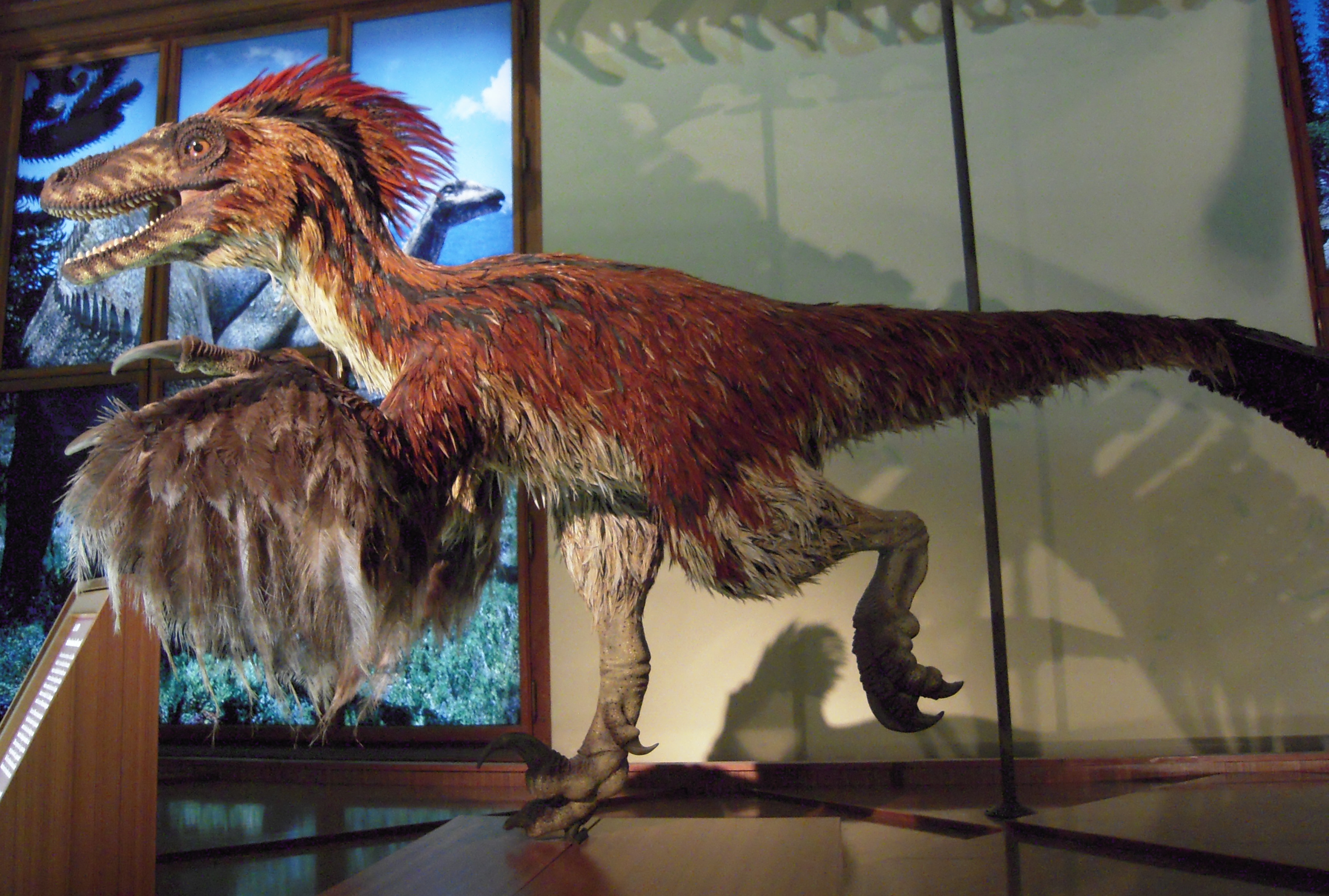
نموذج في متحف التاريخ الطبيعي في فيينا.

وقام جون أوستروم بعد ذلك بوصف حزام الكتف للداينونيكس عام 1974. وتبين له أحد العظام كان في الواقع جزء من حزام الكتف.
 واكتشف بعثة من جامعة هارفارد هيكل لداينونيكس آخر في نفس السنة في مونتانا - كان العالم الجيولوجي «فاريش جينكينز» رئيسا للبعثة. وفسرت تلك الاحفورات عدة صفات للهيكل. وقام اوستروم بوصف العينة الجديدة وقام على أساسها بتعديل هيكله الأول للداينونيكس.

وتعتبر العينة التي اكتشفها بارنوم براون عام 1931 وهي محفوظة في المتحف الأمريكي للتاريخ الطبيعي تحت رقم AMNH 3015 من أكمل تلك الهياكل. بقيت بعض تلك الأجزاء الباقية المغطاة بأحجار جيرية مركونة في المتحف الأمريكي لمدة طويلة ثم جاء وقت لاعادة دراستها وتقييمها. عكف عليها العالمان جلرالد تينر و"بيتر ماكوزفيكي عام 2000 واستخلصا منها بعض التفسيرات الهامة. فبعض الأحفوريات المستطيلة الرقيقة التي كان يرجح انها لروابط عضلات اتضح أنها أضلاع من البطن. ومن تلك الاكتشافات الهامة الأخرى عدد كبير من قشر البيض المتحجرة، واعظم من ذلك أن وجدا بيضة وبداخلها عظمات محاظة بالحجر الجيري.
.
وخلال دراسة تالية أكثر عناية ودقة تبين للعالمين أن قشر البيض الذي عندهم هو من داينونيكس، وهي أو بقايا من بيض يعثر عليها لعائلة دروميوصوريداي.
 وكان سطح إحدى البيضات متماسكا مع أضلاع البطن مما يعني احتمال أن الداينونيكس كان يرقد على بيضه. وهذا يبين أن جسم الداينونيكس كان دافئا بحيث كان يرقد على البيض كما تفعل الطيور في عصرنا الحاضر، ودليل على أن الداينونيكس كان من ذوات الدم الحار.

تشابه أيدي الداينونيكس (يسار) وأركيوبتركس (إلى اليمين) تشير إلى أن الطيور متحدرين من الديناصورات.

وقام جريجوري إريكسون وزملاؤه بدراسات مكملة وهي تشير إلى أن هذا الكائن كان عمره 13 أو 14 سنة عندما مات. وبالمقارنة بثيروبودات أخرى كانت قد اكتشفت ومعها بيض أو اكتشفت في عش لها فيعتبر الداينونيكس قد وصل إلى حد الشيخوخة وبالتالي فكان هذا هو حجمه الأقصى عندما مات.

وكان وصف «جون أوستروم» الذي اجراه عام 1969 للداينونيكس يعتبر أهم اكتشافات علم التاريخ الطبيعي والديناصورات خلال القرن العشرين. وقد ساهم هذا الاكتشاف لهذا الكائن القديم النشط سريع الحركة
في تقدم البحث العلمي في هذا المضمار وتحول رؤيتنا المعاصرة عن طبيعة الديناصورات، وفتحت المجال للاعتقاد في أن الدينواصورات أو بعضا منها كان من ذوي الدم الحار.
يعرف هذا التطور في البحوث بعصر نهضة الديناصورات. وبعد عدة أعوام استطاع جون أوستروم أن يبين التشابه بين الداينونيكس والطيور ونادى بفكرة أن الطيور نشأت عن الديناصورات.
 وبعد ثلاثين عام أخرى أصبحت تلك الفكرة مقبولة لدى جميع الباحثين.

## غذاءه وطريقته في الصيد

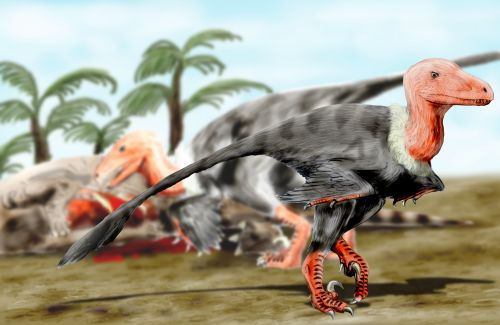
زوج من الداينونيكس يأكلان فريسة.

عثر على أسنان وفيرة للداينونيكس مع أحفورات أخرى للأورينثوبودا تينونتوصور في طبقات كلوفيرلي. كما وجدت حفريتان للداينونيكس مع عظظام متحجرة للتينونتوصور. في الحفرية الأولى وهي تسمى «حفرية ييل» في مونتانا (طبقات كلوفيرلي) عثر على أسنان كثيرة وخمسة هياكل لداينونيكس وذيل لتينونتوصور. ويستنبط من هذا التجمع الكبير للداينونيكس مع جثة لتينونتوصور في حفرية واحدة تشير إلى أنهم كانوا يأكلون لحمه وربما كانوا يصطادونه. ويعتقد الباحثان أوستروم و«ماكسويل» أن الدانونيكس كان يعيش في مجموعات ويقوم بالصيد جماعيا وأن النينونتوصور وهو آكل للأعشاب والنبات كان من أهم الحيوانات التي كانوا يقومون بصيدها.

كما يعتقد «كاربنتر» عام 1998 أن استنتاج حفرية ييل مشكوك فيها بسبب - على حد تعبيره - أنه وجد ذيل التينينتوصور فقط ولأن الأحفورات والعظام المتحجرة التي وجدت في المكان كانت موجهة في اتجاه الشمال الغربي إلى الشمال الشرقي مما يشير إلى أن العظام كانت قد انجرفت ربما بالماء قبل أن تترسب وتتحجر. ويعتقد «كاربنتر» بالإضافة إلى ذلك أن العثور على أسنان كثيرة للداينونيكس إلى جانب التينونتوصور لا تدل على أنه كان صيادا وربما كان فقط يأكل الميتة.

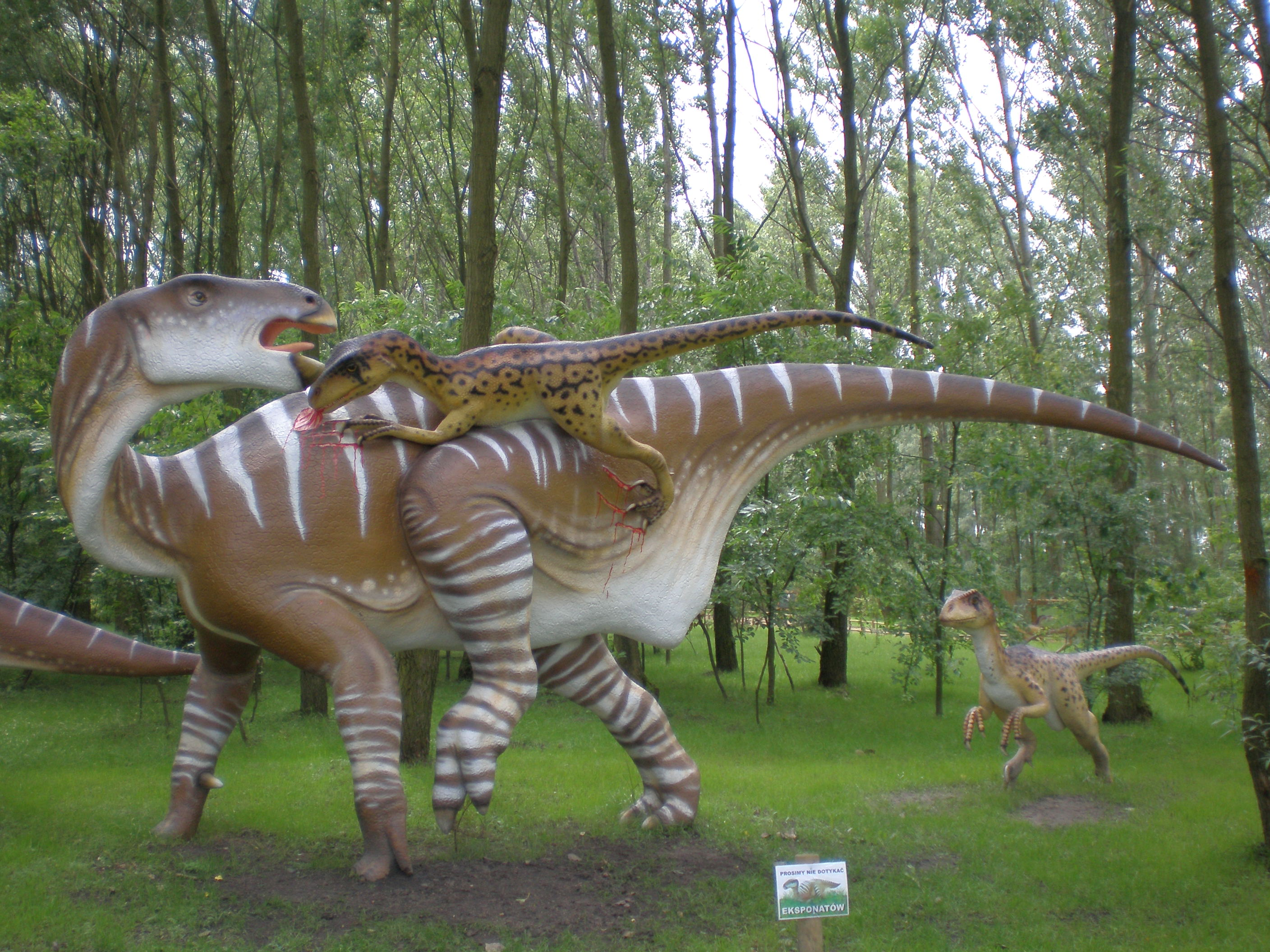
تمثيل لداينونيكسات غير ريشية تهاجم إجوانودون.

قام «باول جيجناك» وزملاؤه في عام 2010 بوصف عظام تينونتوصور كانت عليها علامات عض أسنان ربما كانت لعضات داينونيكس. وأجري جيجناك دراسة بيولوجية حركية لمحاكاة عملية العض وتبين له أن آثار العض على العظام تعادل قوة 3315 نيوتن. وتبدي بعض العضات قوة تبلغ 8200 نيوتن، وهذه تفوق بكثير قوة الداينونيكس على العض بالمقارنة بحجم جسمه. ولكن من النادر أن توجد أثار أسنان لديناصورات ثيروبودا الكبيرة على عظام تينتوصورات لذلك تشير الدراسة إلى أن الداينونيكس لم يعيش فقط على أكل الميتة وإنما كان يقوم أيضا بافتراس فريسته وكذلك للدفاع عن نفسه.

عثر في أحد حفريات في طبقات أنتلرس في أوكلاهوما على 6 هياكل جزئية كبيرة لتينونتوصورات مع هيكل غير كامل لداينونيكس مع أسنان كثيرة من داينونيكس. وظهرت على عظمة العضد لتينتوصور آثار ربما ترجع إلى أسنان داينونيكس. وقام برينكمان وزملاؤه بتعيين وزن الداينونيكس وقدروه بين 70 و 100 كيلوجرام في حين أن وزن التينينتوصور كتن يبلغ بين 1 طن و 4 طن. واستنبطوا من ذلك أن داينونيكس منفرا كان لا يستطيع اصطياد التينينتوصور. بالتالي فكان هناك اهتمال أن الداينونيكس كان يصطاد في جماعات.
يرى العالمان «روش» و«برينكمان» عام 2007 أن الداينونيكس كان يعيش منفرا أو في أحسن الظروف أنه كان يعيش في جماعات شبه متماسكة، ووجدا مؤشرات في مواقع وجود حفريات للداينونيكس والتينينتوصورات أن طريقة تناول الغذاء كانت مشابهة لطريقة أكل الزواحف في عصرنا الحاضر. فعند اجتماع التماسيح الأمريكية حول فريسة فنجد أن الحيوانات الكبيرة تبدأ بالأكل ويعتدون على الصغار إذا اقتربوا - فإذا قتل أحد الصغار أكله الكبار. ويعتقد روش وبرينكمان أن الداينونيكس والتنينتوصور كانت تتصرف بهذه الطريقة في الغذاء. ووجدا أن الهياكل التي عثر عليها في المنطقة وكانت غير كاملة للداينونيكس كانت لحيوانات لا تزال صغيرة سنا، ويبدو أن الأجزاء المفقودة من تلك الهياكل كانت تأكلها الداينونيكسات كبيرة العمر.
 ومن جهة أخرى وصف «لي» وزملاؤه (2007) أثار أقدام على الأرض متحجرة لدروميوصورات تجري في مسارات متوازية، ويفسر الباحثون ذلك بأن تلك الكائنات كانت تعيش في جماعات.

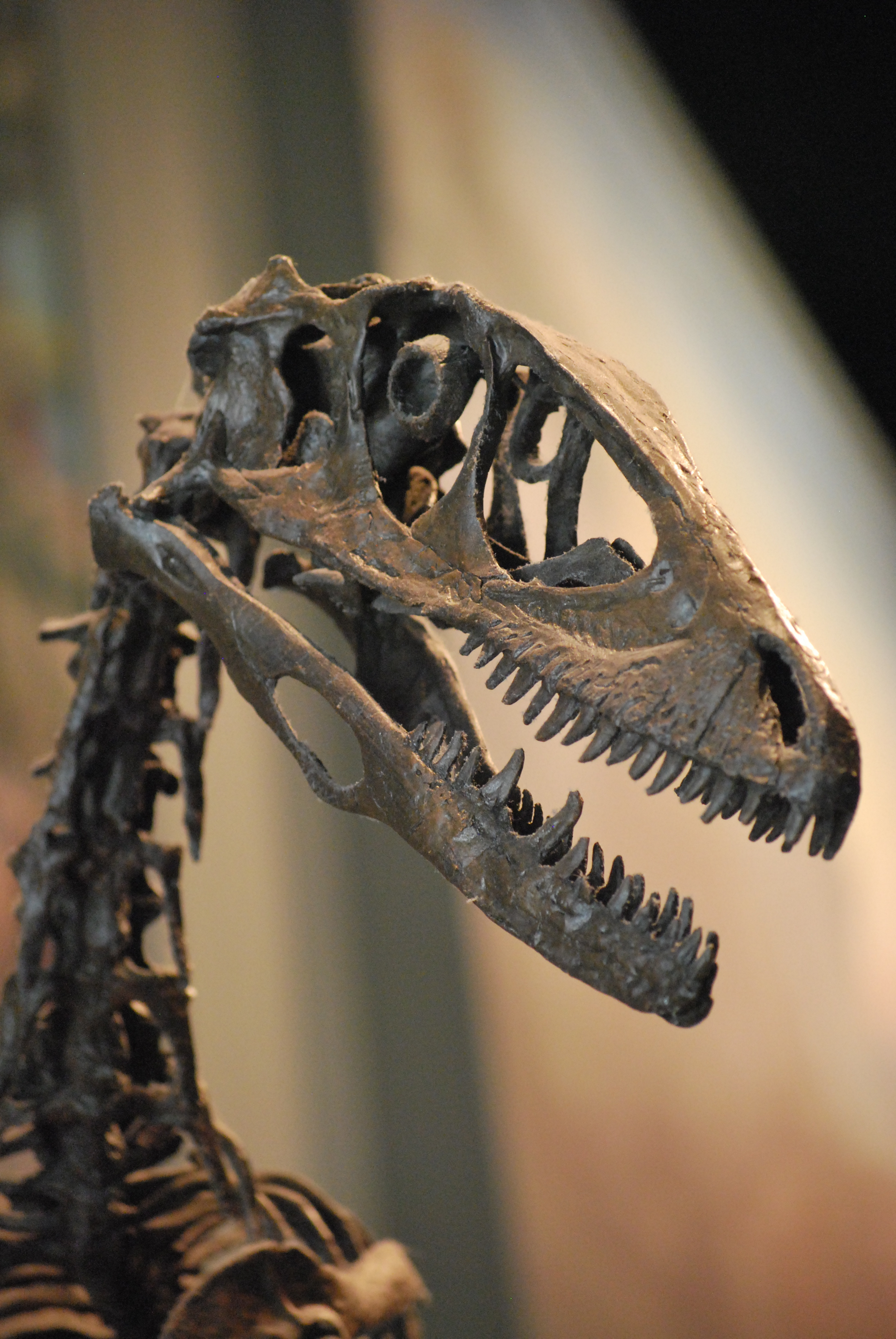
جمجمة الداينونيكوس معروضة في المتحف الأمريكي للتاريخ الطبيعي،نيويورك.

ورغما عن المؤشرات التي تشير إلى أن الدروميوصوريدات والداينونيكسات كانت تستطيع اصطياد حيوانات كبيرة مثل الإورينثوبودات فيشير ذلك إلى أنها كانت تتغذي على حيوانات صغيرة وعلى حيوانات كبيرة تفترسها كما تفعل الوحوش في عصرنا الحاضر.
 يؤيد ذلك ما عثر عليه في السنوات القليلة الماصية واكتشاف محتويات في أمعاء اثنين من الداينونيكسات، عثر عليهما في طبقات كلوفيرلي في مونتانا، وهي في هيئة متكورات صغيرة مليئة ببقايا عظمية وقد تفاعلت معها إنزيمات وتركت عليها أثار تآكل. وبينما توجد بينها بعض كسور عظام لديناصورات متوسطة الحجم تبين بعضها الآخر أنها مخالب صغيرة، أي أن الداينونيكس كان يعيش أيضا على افتراس حيوانات صغيرة. ورغم عدم العثور على حصوات معدة ولكن يدل الطحن الجيد للعظام المأكولة على أن حصوات المعدة كانت تساعد على تفتيت الأكل جيدا.
ويعتقد العالم «بارسون» أن الداينونيكس كان انتهازيا مفترسا، وكان في وسعه حتى اصطياد حيوانات استطيع الطير كما رأينا مثلا في وجود مخلب في معدة أحد الداينونيكسات.

## اقرأ أيضًا

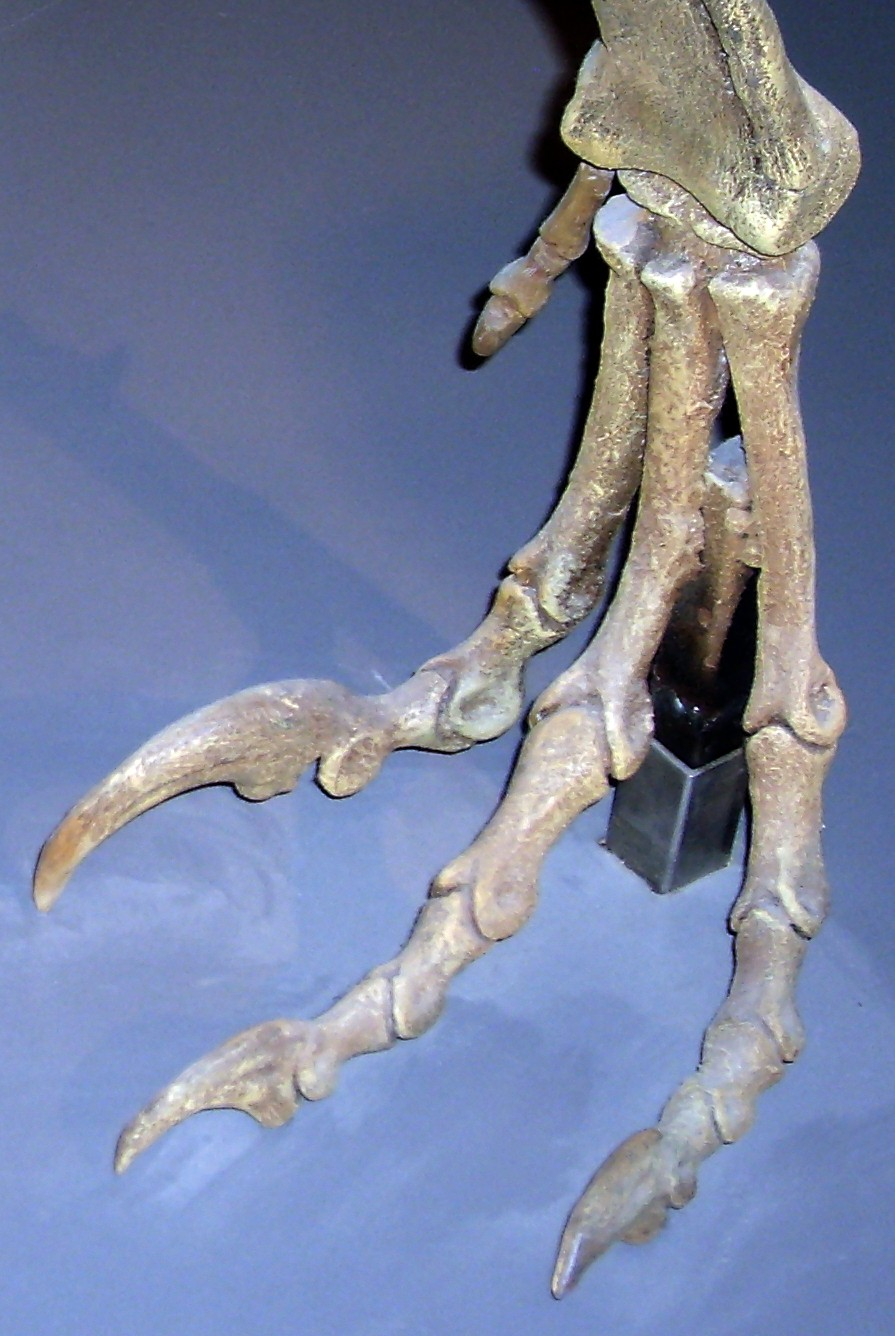
تمثيل يبين عظام رجل الداينونيكوس، ويُرى فيها الإصبع ذو المخلب الهلالي، متحف الحيوان ب كوبنهاغن.

- فيلوسيرابتور
- يوتارابتور
- أوسترورابتور
- درومايوصور
- أخيلوبيتور
- ديناصور ذو ريش
- داينونيكوصورات

## وصلات خارجية
- Dromaeosauridae at Thescelosaurus web site (overview of all dromaeosaurid genera)